# Sphoeroides sechurae
Sphoeroides sechurae е вид лъчеперка от семейство Tetraodontidae. Видът не е застрашен от изчезване.

## Разпространение и местообитание
Разпространен е в Гватемала, Еквадор, Колумбия, Коста Рика, Мексико, Никарагуа, Панама, Перу, Салвадор и Хондурас.
Среща се на дълбочина от 10 до 60 m.

## Описание
На дължина достигат до 17 cm.